# Dimitris Avramópulos
Dimitris Avramopouluos, en griego: Δημήτρης Αβραμόπουλος (Atenas, 6 de junio de 1953) es un diplomático y político griego perteneciente al partido Nueva Democracia, ministro en diversas ocasiones, alcalde de Atenas y excomisario europeo de Migración, Asuntos Internos y Ciudadanía en la Comisión Juncker.

## Biografía
Tras acabar sus estudios de Derecho en la Universidad de Atenas, se especializó en Diplomacia en la Universidad de Boston y en la Universidad Libre de Bruselas. Posteriormente, se afilió a Nueva Democracia y fue elegido diputado en el parlamento griego en 1993. No acabó su mandato ya que fue elegido en 1995 alcalde de Atenas, siendo reelegido en 1998 y conservando el cargo hasta 2002.  En 2004, entró en el gobierno de Kostas Karamanlís, primero como ministro de Turismo, para ocupar posteriormente la cartera de Sanidad.
Tras la derrota de su partido en las elecciones parlamentarias de 2009, intentó convertirse en secretario general de su partido, pero perdió frente a Antonis Samarás, que le nombró vicepresidente del partido. En el gobierno de «salvación nacional» dirigido por Lukás Papadimos el 11 de noviembre de 2011, ocupó el cargo de ministro de Defensa.  No obstante, salió del ejecutivo en el gobierno intermedio capitaneado por Panagiotis Pikramenos. 
Ya en marzo de 2012, y con Antonis Samarás como primer ministro, es nombrado ministro de Asuntos Exteriores.  En la remodelación del 24 de junio de 2013, volvió al ministerio de Defensa. El 10 de septiembre de 2014 fue designado por el gobierno heleno como comisario europeo y desde noviembre de ese mismo año, ocupa el cargo de comisario europeo de Migraciones, Asuntos Internos y Ciudadanía.